# Centrum för Arbetarhistoria
Centrum för Arbetarhistoria (CfA) är en ideell förening, bildad 2000, vars syfte är att samla, sprida och utveckla kunskapen om arbetets och arbetarnas historia i vid bemärkelse. 
Bland medlemmarna i föreningen märks främst ett stort antal arbetarrörelseanknutna organisationer på lokal, regional och central nivå. CfA har genom avtal ett nära samarbete med Lunds universitet och dess historiska institution. Samarbetet gäller dels olika utåtriktade projekt, t.ex. utställningar och forskningscirklar, dels forskning.Personalen är anställd av Lunds universitet. Ett vetenskapligt råd utsett av Lunds universitet bistår forskningen vid CfA. Föreningen har säte i Skåne och lokaler i Landskrona.